# Le Châtelier (Indre-et-Loire)

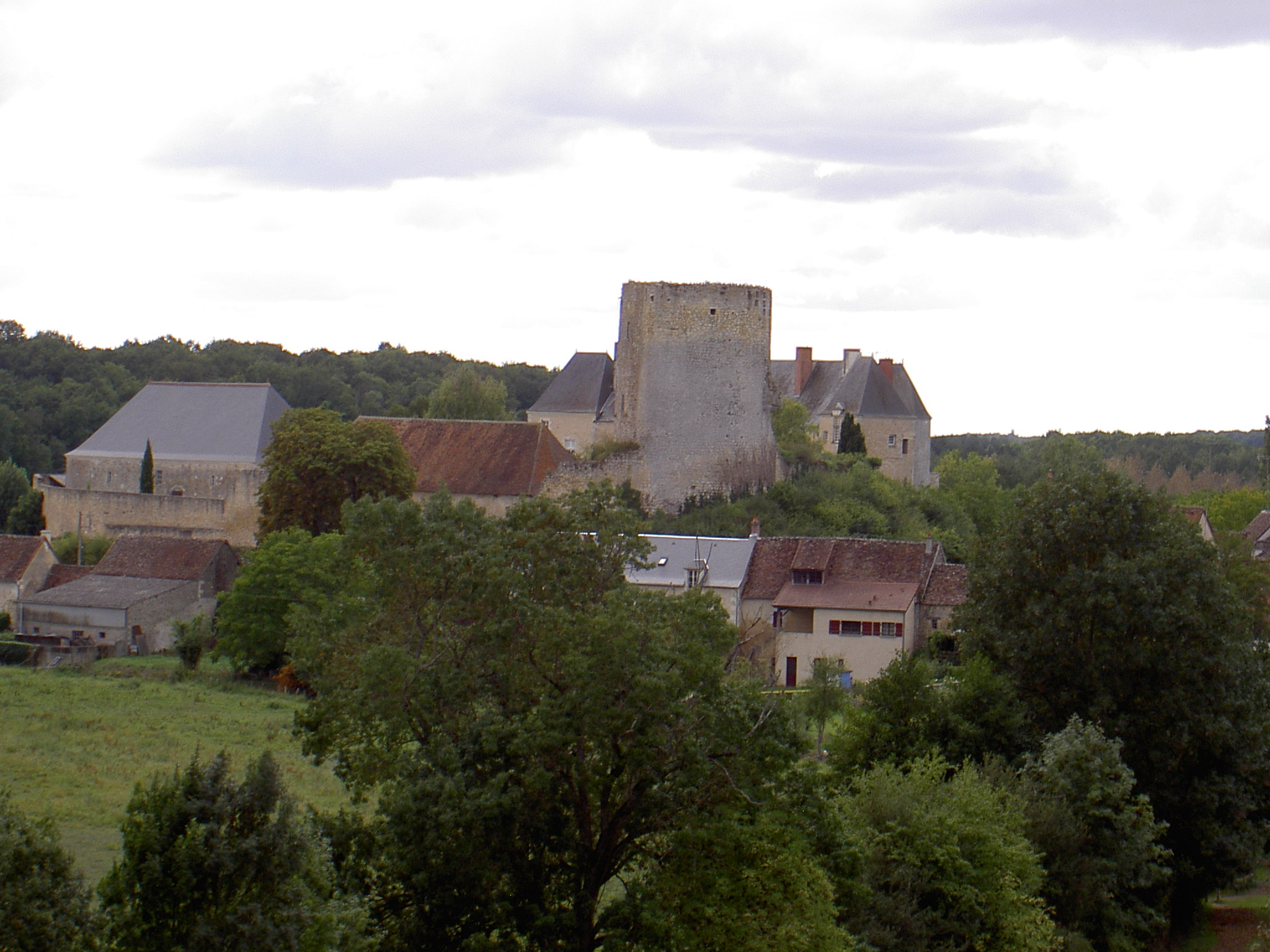
Burg Le Châtelier

Le Châtelier ist eine einst selbstständige Ortschaft, die heute der Gemeinde Paulmy im Département Indre-et-Loire angehört. Frühere Benennungen waren le Chastellier, dann Châtellier-le-Fort, sowie Chatellier und le Chatelier. Bedeutung und Bild der Ortschaft sind vor allem durch die gleichnamige Burg geprägt.

## Baugeschichte
Die Burg Le Châtelier (Château du Châtelier) war im Wesentlichen eine Militärfestung und sodann Sitz der für Benjamin de Pierre-Buffière mit Patenten von 1640 errichteten Markgrafschaft le Châtellier-le-Fort. Bekannt wurde sie durch die Belagerung 1569 sowie als einer der ersten Orte im Süden von Touraine, an denen Ende des 16. Jahrhunderts in seinem Grange des Protestants protestantischer Gottesdienst praktiziert werden konnte.
Gelände
Le Châtelier wurde im 11. und 12. Jahrhundert erbaut und war eine der am stärksten befestigten Baulichkeiten der Region. Stein für die Mauern kam aus dem Wassergraben, der die Burg umgibt. Es befand sich auf dem umkämpften Grenzgebiet zwischen Aquitanien, das den Königen von England, Haus Plantagenet, gehörte, und dem Königreich Frankreich.
Das 430 Meter im Umfang messende Fort hatte eine doppelte Mauer, die von Türmen flankiert und von einem tiefen Graben verteidigt wurde, der bei Bedarf über Kanäle mit Wasser befüllt wurde, von denen heute zwei übrig sind. Die erste Mauer wurde vollständig zerstört, die zweite liegt in Trümmern. Eine Zugbrücke wurde um 1770 abgebaut und dieser Eingang ermöglicht heute den Zugang zur Burg. Die andere Zugbrücke im Westen existiert noch und wird noch heute benutzt. In den 1400er Jahren mussten die Bewohner des benachbarten Bezirks Neuilly-le-Brignon bei Bedarf Wachen in der Burg aufstellen, und in Kriegszeiten hatten sie das Recht, dort Zuflucht zu suchen.
Bergfried

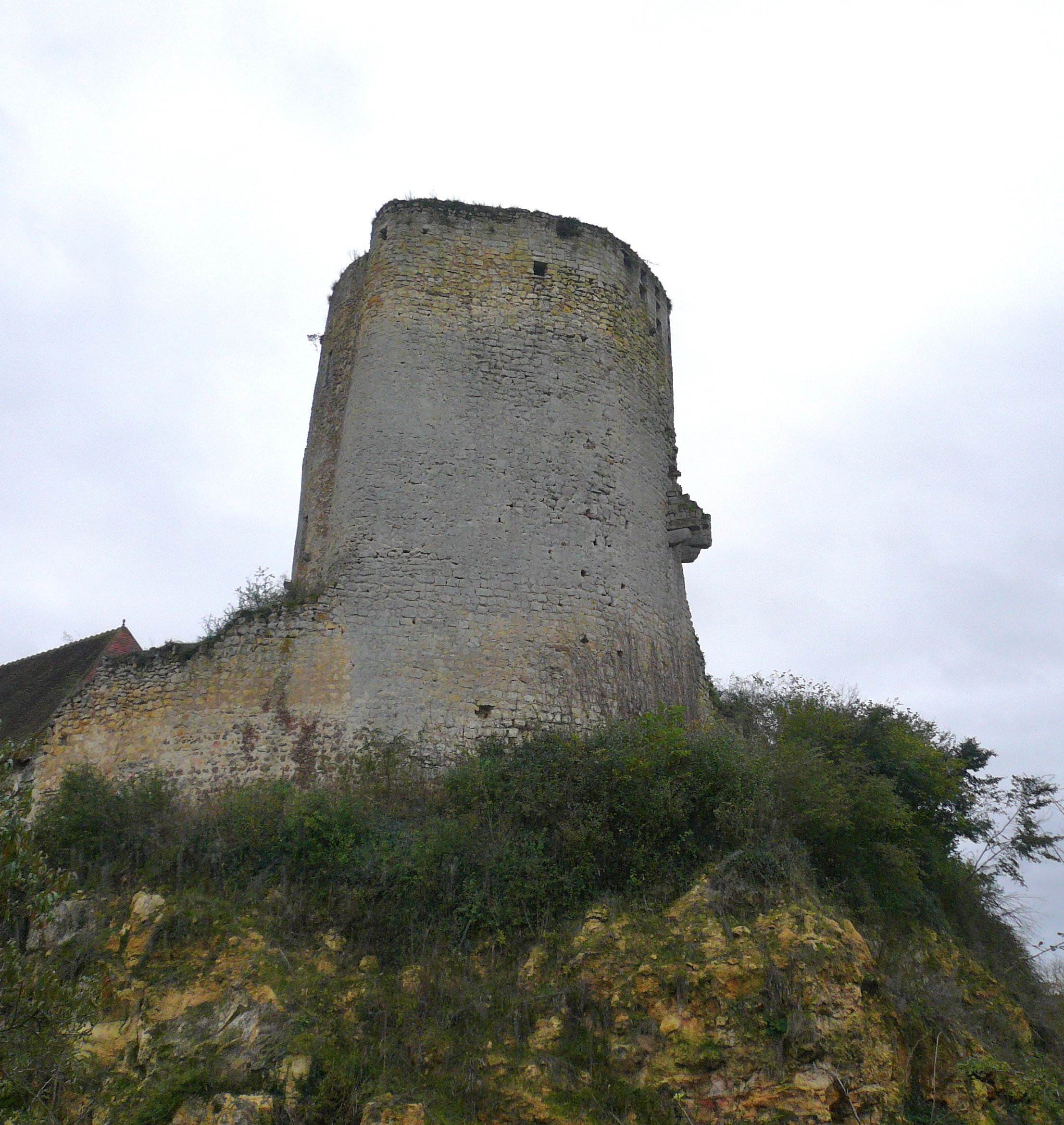
Donjon (Bergfried)

Um 1180 erbaut, war er als 5 Stockwerke fassender Turm von 25 Meter Höhe und 9 Meter Durchmesser ausgelegt. Die Wendeltreppe begann erst im zweiten Stock, und seine Wände sind über 2 Meter dick. Sein Innenbereich ging erst in der Zeit vor 1750 verloren, während seine allgemeine Zerstörung bereits in den Religionskriegen nach Angriffen durch den Vicomte de Paulmy und/oder durch den französischen König  Karl IX. 1571 erfolgte.
Herrenhaus
Im 13. Jahrhundert gab es wahrscheinlich ein Wohngebäude, aber der Burgherr lebte im Bergfried. 1470–1480 wurden ein sechseckiger Turm mit Wendeltreppe und ein quadratisches Herrenhaus auf der rechten Seite des Hofes angebaut. Um 1670 wurde das Gebäude aus dem 15. Jahrhundert von Benjamin de Pierre-Buffiere umgestaltet und verlängert, um dem Herrenhaus Symmetrie zu verleihen. Das entstandene Schloss wurde 1792–1842 kaum bewohnt, als es vor allem der Familie Voyer d’Argenson von Paulmy gehörte. 1842–1966 wurde es als Bauernhof genutzt und befand sich im Zustand einer verlassenen Ruine.
Grange des Protestants
Diese restaurierte Scheune liegt innerhalb der alten Mauern der Burg und ersetzt eine ursprüngliche kleinere Scheune. Während der Religionskriege war La Haye (heute: Descartes) Schauplatz verschiedener Schlachten und wurde von den Protestanten eingenommen. 1566 wurde La Haye vom katholischen Vizegrafen von Paulmy zurückerobert, und daher hielten die protestantischen Reformisten von Preuilly und Umgebung ihre religiösen Versammlungen mit etwa 300 Teilnehmern in Le Châtelier ab, dessen eigene Bevölkerung damals nur etwa 80 Personen zählte. Das Schloss und die umliegenden Gebiete gehörten dem protestantischen General François de La Noue. Die Grange war wahrscheinlich einer der wenigen Plätze in der südlichen Touraine, an denen Protestanten ihre Religion in völliger Sicherheit, geschützt durch die Mauern der Festung, ausüben konnten. Aufgrund der Verfolgung übersiedelten viele Protestanten 1590 nach Preuilly. Unter de la Noues Enkel, Marquis Benjamin de Pierre-Buffiere, war Châtelier 1660–69 kurzzeitig erneut ein Ort, an dem die reformistische Religion in Touraine autorisiert wurde und Gottesdienste von Predigern aus Preuilly geleitet wurden.

## Belagerungen 1569 und 1571
Im Zuge der frühen Hugenottenkriege hatten bewaffnete Protestanten, wohl unter dem Kommando von François de La Noue, das nahegelegene Schloss des Vizegrafen von Paulmy niedergebrannt, der zuvor 1566 La Haye von den Protestanten erobert hatte. Der Vizegraf belagerte September 1569 nun die hugenottische Besatzung von Le Chatelier. Der Legende nach konnte die katholische Armee Le Châtelier dank einer alten Dame einnehmen, die sie auf einen Stapel Brennholz hinwies, mit dem der Wassergraben überbrückt werden konnte. Als die katholischen Soldaten an der Burg ankamen, waren aber keine Protestanten mehr zu finden – die Garnison war durch die unterirdischen Gänge geflohen. Die Burg wurde dann geplündert. 1571 zog König Karl IX. über Ligueil nach Le Châtelier und belagerte sie, um sich für den Tod eines der Kapitäne seiner Garde zu rächen, der von Protestanten aus Le Châtelier getötet worden war.

## Besitzer
Burg und Gemeinde Le Châtelier waren 1377–1427 Besitz des Imbert de Précigné, 1427–1457 der Familie de Torsay, und dann 1457–1566 einer Familie schottischer Herkunft, den Vernons, die auch das Schloss Montreuil-Bonnin besaßen. Der Besitz ging sodann an die protestantischen Familien Téligny, de La Noue (1573–1640) und Pierre-Buffière (1640–1688) über, um 1688 versteigert zu werden, nachdem sich der letzte Seigneur und Marquis von Châttelier-le-Fort, Benjamin de Pierre-Buffière (* 1618 in Le Châtelier; † 1688 ebenda), wohl durch die Umgestaltung des Hauptgebäudes finanziell ruiniert hatte. In der Zeit danach wurde die Burg (um 1750 bis 1792) als Wohngebäude genutzt und gehörte bis 1842 der Familie Voyer de Paulmy d’Argenson. Es hätte an den Marquis de La Fayette übergeben werden sollen, wenn es nicht 1750 verkauft worden wäre. 1842 bis 1966 als Bauernhof zunehmend verfallend, begann erst 1966 die Restaurierung. Heute steht das Schlossgelände in Privatbesitz.